# Juventus Football Club 1990-1991
Questa voce raccoglie le informazioni riguardanti la Juventus Football Club nelle competizioni ufficiali della stagione 1990-1991.

## Stagione
(Gianni Mura, 2 dicembre 1990)

Da destra: il nuovo vicepresidente esecutivo del club, Luca Cordero di Montezemolo, assiste a una partita della squadra con il giornalista Jas Gawronski e il patron bianconero Gianni Agnelli.

Nell'estate 1990 la Juventus provò a cambiare pelle, allontanandosi dal suo storico stile societario per andare incontro a una vera e propria «rivoluzione culturale», sulla falsariga dell'allora vittorioso Milan di stampo berlusconiano. Il «nuovo corso» bianconero, già ufficializzato nei mesi precedenti con l'avvicendamento alla presidenza tra Giampiero Boniperti e Vittorio Caissotti di Chiusano, portò così all'allontanamento anche di un altro «pupillo» bonipertiano, il tecnico e bandiera juventina Dino Zoff, nonostante l'ottimo finale della precedente stagione che aveva fruttato ai torinesi un inaspettato double continentale.

Salvatore Schillaci e il neoacquisto Roberto Baggio, coppia-gol azzurra a, non seppe ripetersi in bianconero causa l'involuzione in cui incappò Totò, a fronte invece dell'ottimo rendimento del Divin Codino.

Uomo di riferimento divenne il nuovo vicepresidente esecutivo Luca Cordero di Montezemolo – «non avrei mai creduto che diventasse vicepresidente un tifoso laziale», commentò causticamente Boniperti, rimarcando le differenti visioni in essere tra i due –, manager nell'orbita Fiat e reduce dall'organizzazione del campionato del mondo 1990, il quale varò un fastoso mercato mettendo sul piatto oltre 70 miliardi di lire, una somma che portò a Torino giocatori di notevole caratura: su tutti il fantasista Roberto Baggio strappato alla Fiorentina (e il cui addìo a Firenze sfociò in violente proteste di piazza da parte del tifo viola), passando per rinforzi pesanti a centrocampo come il giovane Corini, il talentuoso Di Canio e il tedesco Häßler campione del mondo in carica, oltre allo stopper brasiliano Júlio César. I giovani difensori De Marchi e Luppi furono infine direttamente sponsorizzati dal nuovo titolare della panchina bianconera, dove sempre su spinta di Montezemolo si sedette un esponente della «nouvelle vague» tecnica, Gigi Maifredi, emerso grazie ad alcune buone stagioni al Bologna e seguace tattico del calcio a zona; una scelta che tradiva l'intento juventino, tutt'altro che velato, di rispondere sul campo al «boom» milanista di Arrigo Sacchi.
Anche il versante logistico segnò una rottura col passato: abbandonato dopo 57 anni il Comunale, la Juventus si trasferì nel nuovo stadio delle Alpi, inaugurato poche settimane prima in occasione della rassegna iridata e destinato a divenire la casa bianconera per i successivi sedici anni, e lasciò anche il Campo Combi, storica sede d'allenamento juventina fin dal 1943, in favore del più moderno centro Sisport di Orbassano.
Nonostante i favori del pronostico derivati da questo ingente rinnovamento, la squadra iniziò la stagione, il 1º settembre 1990, subendo una pesante cinquina dal Napoli di Bigon e Maradona nella finale di Supercoppa italiana al San Paolo, anche per via della difficile preparazione zonista predicata da Maifredi. L'allenatore bresciano stava infatti tentando di disegnare una squadra retta da una retroguardia a quattro elementi in linea, che ripudiava il tradizionale ruolo del libero, e basata su un gioco fortemente improntato all'attacco grazie al contemporaneo utilizzo di Häßler e Baggio in appoggio a due punte, solitamente il giovane Casiraghi e Schillaci, quest'ultimo reduce dai fasti azzurri nelle notti magiche di Italia '90.

Il tecnico Luigi Maifredi non seppe traghettare la Juventus verso le contemporanee innovazioni zoniste, cosa che sfociò in una delle peggiori stagioni nella storia del club.

I bianconeri sembrarono riprendersi nelle settimane seguenti, passando anche in autunno per il definitivo riassetto montezemoliano delle cariche societarie che vide, tra gli altri, l'arrivo del nuovo direttore generale Enrico Bendoni, altro reduce dal comitato organizzatore del mondiale italiano, al posto di Pietro Giuliano, bandiera juventina dietro la scrivania nel precedente ventennio. Sul versante sportivo, la squadra iniziò a ingranare in Serie A disputando un buon girone di andata concluso al secondo posto, appena dietro all'Inter di Giovanni Trapattoni; il girone di ritorno però vide crollarne il rendimento sotto tutti i punti di vista – a esclusione di Baggio – e con la pesante involuzione di Schillaci il quale, apparso il lontano parente del fromboliere ammirato nella stagione precedente, quest'anno realizzò appena 5 reti in campionato.
Si dimostrò poco azzeccata la scelta di affidarsi a una guida tecnica come quella di Maifredi, il quale «forse si fidò troppo del talento dei suoi giocatori, per i quali applicò un principio della democrazia spinta all'eccesso» eccezion fatta per Baggio, cui tuttavia costruì intorno una «corazzata senza equilibrio», affiancandogli «raffinati tessitori» come Häßler e Di Canio ma incapaci di trasformarsi in «marcantoni affamati di gambe avversarie»; ne derivò che quel «calcio champagne» predicato dal tecnico, nel corso della stagione offrì solo pochi sprazzi prima di sgonfiarsi fragorosamente. Maifredi si dimise al termine dell'ultima partita di campionato, la sconfitta di Marassi contro il Genoa del 26 maggio 1991, significante un anonimo settimo posto in classifica e, ancora peggio, una clamorosa esclusione dalle coppe europee – dopo ventotto anni di presenza ininterrotta – per l'annata seguente.
Di ben altra andatura, ma alla fine ugualmente infruttuoso, fu il percorso della Vecchia Signora in Coppa delle Coppe, cui prese parte come detentrice della Coppa Italia. Dopo aver eliminato in sequenza i bulgari dello Sliven, l'Austria Vienna e i belgi del RFC Liegi, la Juventus si qualificò per le semifinali dove affrontò il Barcellona di Stoičkov e Koeman, allenato da Johan Cruijff. Nella gara di andata giocata al Camp Nou i bianconeri passarono subito in vantaggio con Casiraghi, ma nel secondo tempo i blaugrana ribaltarono il punteggio trovando per tre volte la rete e chiudendo definitivamente la gara; nella sfida di ritorno al Delle Alpi una pur volitiva Juventus trovò un unico e ininfluente gol a mezz'ora dal termine, con un calcio di punizione di Baggio, fermandosi così alle soglie della finale. Lo stesso Divin Codino, come magra consolazione personale, vinse la classifica marcatori della manifestazione segnando 9 gol.
Il fallimentare epilogo portò a defenestrare l'effimero assetto tecnico-dirigenziale del club di questa stagione, lasciando spazio nell'estate seguente a una massiccia restaurazione con il ritorno dei «grandi vecchi» Boniperti e Trapattoni, rispettivamente in società e in panchina.

## Divise e sponsor

Baggio (a destra) all'esordio in campionato il 9 settembre 1990 sul campo del neopromosso, con indosso la seconda divisa nera.

Il fornitore tecnico della Juventus per la stagione 1990-1991 è Kappa, mentre lo sponsor ufficiale è UPIM.
Per la divisa casalinga viene confermato il completo introdotto nella stagione precedente, con una maglia a strisce bianconere abbinata a pantaloncini e calzettoni bianchi, mentre per le trasferte c'è la novità di un'uniforme nera con bordini bianchi, ispirata a una tra le soluzioni più iconiche relative alle divise di cortesia della squadra e storicamente assente in casa bianconera dai primi anni 60.
| Casa | Trasferta | Terza divisa |

Anche per le divise utilizzate dai portieri vennero riconfermati i modelli della stagione precedente, realizzati da Uhlsport ma con sovrapposti i loghi Kappa e UPIM. Tutte le casacche recano all'altezza del cuore la cosiddetta «scatolina» dorata inglobante le due stelle fin lì conquistate dal club; sotto a essa, la coccarda tricolore simboleggiante la vittoria in Coppa Italia nella precedente stagione.
| 1ª portiere (1ª versione) | 1ª portiere (2ª versione) | 2ª portiere |

## Organigramma societario
Area direttiva
- Presidente: Vittorio Caissotti di Chiusano
- Vicepresidente: Remo Giordanetti
- Vicepresidente esecutivo: Luca Cordero di Montezemolo
- Direttore generale: Pietro Giuliano (fino al 30 novembre 1990), poi Enrico Bendoni (dal 1º dicembre 1990)[18]

Area organizzativa
- Segretario: Sergio Secco (fino al 30 novembre 1990)
- Direttore amministrativo: Sergio Secco (dal 1º dicembre 1990)[18]
- Consulente informatico: Giorgio Catalano (dal 1º dicembre 1990)[18]

Area comunicazione
- Relazioni esterne: Piero Bianco
- Addetto stampa: Alberto Refrigeri
- Consulente marketing: Niccolò Bastianini (dal 1º dicembre 1990)[18]

Area sportiva
- Manager: Nello Governato (fino al 30 novembre 1990)
- Direttore sportivo: Francesco Morini (fino al 30 novembre 1990), poi Nello Governato (dal 1º dicembre 1990)[18]
- Team Manager: Francesco Morini (dal 1º dicembre 1990)[18]
- Collaboratore del direttore sportivo: Claudio Gentile (dal 1º dicembre 1990)[18]
- Addetto ai rapporti con la squadra: Giampaolo Boniperti (dal 1º dicembre 1990)[18]

Area tecnica
- Allenatore: Luigi Maifredi
- Allenatore in seconda: Antonello Cuccureddu[22]
- Preparatore dei portieri: Roberto Sorrentino
- Preparatore atletico: prof. Eugenio Bergamaschi

Area sanitaria
- Massaggiatori: Valerio Remino, Guido Rumiano
- Medico sociale: Giuseppe Bosio
- Consulente medico: Benigno Bartoletti (dal 1º dicembre 1990)[18]

## Rosa
| N. |                    | Ruolo | Calciatore                 |
| -- | ------------------ | ----- | -------------------------- |
|    | Italia (bandiera)  | P     | Adriano Bonaiuti           |
|    | Italia (bandiera)  | P     | Davide Micillo             |
|    | Italia (bandiera)  | P     | Stefano Tacconi (capitano) |
|    | Italia (bandiera)  | D     | Dario Bonetti              |
|    | Italia (bandiera)  | D     | Luigi De Agostini          |
|    | Italia (bandiera)  | D     | Marco De Marchi            |
|    | Brasile (bandiera) | D     | Júlio César                |
|    | Italia (bandiera)  | D     | Gianluca Luppi             |
|    | Italia (bandiera)  | D     | Nicolò Napoli              |
|    | Italia (bandiera)  | D     | Michele Serena             |
|    | Italia (bandiera)  | C     | Angelo Alessio             |

| N. |                     | Ruolo | Calciatore          |
| -- | ------------------- | ----- | ------------------- |
|    | Italia (bandiera)   | C     | Eugenio Corini      |
|    | Italia (bandiera)   | C     | Daniele Fortunato   |
|    | Italia (bandiera)   | C     | Roberto Galia       |
|    | Germania (bandiera) | C     | Thomas Häßler       |
|    | Italia (bandiera)   | C     | Giancarlo Marocchi  |
|    | Italia (bandiera)   | C     | Massimo Orlando     |
|    | Italia (bandiera)   | C     | Nicola Zanini       |
|    | Italia (bandiera)   | A     | Roberto Baggio      |
|    | Italia (bandiera)   | A     | Pierluigi Casiraghi |
|    | Italia (bandiera)   | A     | Paolo Di Canio      |
|    | Italia (bandiera)   | A     | Salvatore Schillaci |

## Risultati

### Serie A

#### Girone di andata
| Arbitro: | Lanese (Messina) |

|                  |           |                              |
| Melli 88’ (rig.) | Marcatori | 24’ Napoli 62’ (rig.) Baggio |

| Arbitro: | Fabricatore (Roma) |

|                   |           |                  |
| Baggio 26’ (rig.) | Marcatori | 77’ (rig.) Evair |

| Arbitro: | Magni (Bergamo) |

|               |           |                   |
| Pierleoni 48’ | Marcatori | 35’ (rig.) Baggio |

| Torino 30 settembre 1990, ore 15:00 CET 4ª giornata | Juventus          | 0 – 0 referto | Sampdoria | Stadio delle Alpi\| Arbitro: \| Beschin (Legnago) \| |
| Arbitro:                                            | Beschin (Legnago) |               |           |                                                      |

| Arbitro: | Sguizzato (Verona) |

|  |           |              |
|  | Marcatori | 83’ Di Canio |

| Torino 21 ottobre 1990, ore 14:30 CET 6ª giornata | Juventus         | 0 – 0 referto | Lazio | Stadio delle Alpi\| Arbitro: \| D'Elia (Salerno) \| |
| Arbitro:                                          | D'Elia (Salerno) |               |       |                                                     |

| Arbitro: | Pezzella (Frattamaggiore) |

|                                                              |           |                            |
| Baggio 2’ (rig.) Casiraghi 15’ Schillaci 57’ De Agostini 64’ | Marcatori | 34’ Matthäus 80’ Klinsmann |

| Arbitro: | Baldas (Trieste) |

|  |           |                   |
|  | Marcatori | 65’ (rig.) Baggio |

| Arbitro: | Stafoggia (Pesaro) |

|                                                      |           |  |
| Schillaci 23’, 29’, 61’ Aldair 55’ (aut.) Baggio 90’ | Marcatori |  |

| Arbitro: | Pezzella (Frattamaggiore) |

|                              |           |  |
| Soda 8’ De Marchi 31’ (aut.) | Marcatori |  |

| Arbitro: | Amendolia (Messina) |

|                  |           |            |
| Alessio 26’, 35’ | Marcatori | 8’ Orlando |

| Arbitro: | Coppetelli (Tivoli) |

|              |           |            |
| Policano 24’ | Marcatori | 77’ Baggio |

| Arbitro: | Cesari (Genova) |

|                           |           |                             |
| Di Canio 15’ Marocchi 20’ | Marcatori | 35’ Cornacchia 73’ Cappioli |

| Arbitro: | Beschin (Legnago) |

|                          |           |  |
| Ancelotti 46’ Gullit 55’ | Marcatori |  |

| Arbitro: | Baldas (Trieste) |

|               |           |  |
| Casiraghi 87’ | Marcatori |  |

| Arbitro: | Amendolia (Messina) |

|             |           |                                         |
| Simeone 59’ | Marcatori | 20’, 49’, 73’ Casiraghi 37’, 80’ Baggio |

| Arbitro: | Ceccarini (Livorno) |

|  |           |              |
|  | Marcatori | 37’ Skuhravý |

#### Girone di ritorno
| Arbitro: | Coppetelli (Tivoli) |

|                                                      |           |  |
| César 24’ Casiraghi 57’ Marocchi 73’ Baggio 85’, 87’ | Marcatori |  |

| Bergamo 3 febbraio 1991, ore 14:30 CET 19ª giornata | Atalanta         | 0 – 0 referto | Juventus | Stadio Comunale\| Arbitro: \| D'Elia (Salerno) \| |
| Arbitro:                                            | D'Elia (Salerno) |               |          |                                                   |

| Arbitro: | Nicchi (Arezzo) |

|                                            |           |  |
| Fortunato 5’ Casiraghi 73’ De Agostini 88’ | Marcatori |  |

| Arbitro: | Amendolia (Messina) |

|                   |           |  |
| Vialli 50’ (rig.) | Marcatori |  |

| Torino 24 febbraio 1991, ore 15:00 CET 22ª giornata | Juventus           | 0 – 0 referto | Lecce | Stadio delle Alpi\| Arbitro: \| Felicani (Bologna) \| |
| Arbitro:                                            | Felicani (Bologna) |               |       |                                                       |

| Arbitro: | Sguizzato (Verona) |

|            |           |  |
| Riedle 35’ | Marcatori |  |

| Arbitro: | Beschin (Legnago) |

|                             |           |  |
| Matthäus 36’ Battistini 49’ | Marcatori |  |

| Arbitro: | Bazzoli (Merano) |

|                     |           |          |
| Baggio 90+2’ (rig.) | Marcatori | 31’ Waas |

| Arbitro: | Cornieti (Forlì) |

|  |           |               |
|  | Marcatori | 47’ Casiraghi |

| Arbitro: | Quartuccio (Torre Annunziata) |

|                                        |           |                 |
| Häßler 45+1’ Marocchi 80’ Corini 90+2’ | Marcatori | 9’ (aut.) César |

| Arbitro: | Lo Bello (Siracusa) |

|           |           |  |
| Fuser 41’ | Marcatori |  |

| Arbitro: | Sguizzato (Verona) |

|              |           |                                   |
| Di Canio 50’ | Marcatori | 28’ Policano 73’ (aut.) Fortunato |

| Cagliari 20 aprile 1991, ore 16:00 CEST 30ª giornata | Cagliari         | 0 – 0 referto | Juventus | Stadio Sant'Elia\| Arbitro: \| Lanese (Messina) \| |
| Arbitro:                                             | Lanese (Messina) |               |          |                                                    |

| Arbitro: | Luci (Firenze) |

|  |           |                                 |
|  | Marcatori | 3’ Simone 13’ Maldini 78’ Evani |

| Arbitro: | Coppetelli (Tivoli) |

|             |           |             |
| Silenzi 32’ | Marcatori | 54’ Alessio |

| Arbitro: | Cinciripini (Ascoli Piceno) |

|                                           |           |                      |
| Schillaci 10’ Baggio 39’, 55’ Alessio 70’ | Marcatori | 69’ Neri 79’ Simeone |

| Arbitro: | Luci (Firenze) |

|                         |           |  |
| Branco 20’ Skuhravý 46’ | Marcatori |  |

### Coppa Italia

#### Turni preliminari
| Arbitro: | Felicani (Bologna) |

|                                 |           |  |
| Baggio 40’ (rig.) Casiraghi 80’ | Marcatori |  |

| Arbitro: | Pezzella (Frattamaggiore) |

|                          |           |             |
| Turrini 43’ Brunetti 76’ | Marcatori | 23’ Alessio |

| Arbitro: | Cardona (Milano) |

|                                          |           |                    |
| Alessio 15’ Baggio 34’ (rig.) Häßler 80’ | Marcatori | 9’ Neri 63’ Larsen |

| Arbitro: | Cornieti (Forlì) |

|                |           |                                       |
| Piovanelli 89’ | Marcatori | 7’ (aut.) Argentesi 14’ (rig.) Baggio |

#### Fase finale
| Arbitro: | Beschin (Legnago) |

|                    |           |               |
| Bonetti 45’ (aut.) | Marcatori | 56’ Casiraghi |

| Arbitro: | Pezzella (Frattamaggiore) |

|  |           |                             |
|  | Marcatori | 35’ Berthold 44’ Rizzitelli |

### Supercoppa italiana
| Arbitro: | Longhi (Roma) |

|                                            |           |            |
| Silenzi 8’, 45’ Careca 20’, 71’ Crippa 44’ | Marcatori | 39’ Baggio |

### Coppa delle Coppe UEFA
| Arbitro: | Van Swieten |

|  |           |                                 |
|  | Marcatori | 24’ Schillaci 89’ (rig.) Baggio |

| Arbitro: | Syme |

|                                                                       |           |             |
| Baggio 15’ (rig.), 18’ Schillaci 25’ Corini 49’ Bonetti 52’ César 56’ | Marcatori | 85’ Kelepov |

| Arbitro: | Goethals |

|  |           |                                                    |
|  | Marcatori | 30’, 45’ Casiraghi 49’ Baggio 70’ (rig.) Schillaci |

| Arbitro: | Galler |

|                                        |           |  |
| Alessio 3’ Baggio 25’ (rig.), 46’, 53’ | Marcatori |  |

| Arbitro: | Schmidhuber |

|            |           |                                              |
| Houben 82’ | Marcatori | 32’ (aut.) Wégria 43’ Baggio 48’ Júlio César |

| Arbitro: | King |

|                                            |           |  |
| Casiraghi 10’ Houben 18’ (aut.) Häßler 22’ | Marcatori |  |

| Arbitro: | Quiniou |

|                                  |           |               |
| Stoičkov 55’, 60’ Goikoetxea 75’ | Marcatori | 13’ Casiraghi |

| Arbitro: | Röthlisberger |

|            |           |  |
| Baggio 61’ | Marcatori |  |

## Statistiche

### Statistiche di squadra
| Competizione        | Punti | In casa | In casa | In casa | In casa | In casa | In casa | In trasferta | In trasferta | In trasferta | In trasferta | In trasferta | In trasferta | Totale | Totale | Totale | Totale | Totale | Totale | DR  |
| Competizione        | Punti | G       | V       | N       | P       | Gf      | Gs      | G            | V            | N            | P            | Gf           | Gs           | G      | V      | N      | P      | Gf     | Gs     | DR  |
| ------------------- | ----- | ------- | ------- | ------- | ------- | ------- | ------- | ------------ | ------------ | ------------ | ------------ | ------------ | ------------ | ------ | ------ | ------ | ------ | ------ | ------ | --- |
| Serie A             | 37    | 17      | 8       | 6       | 3       | 32      | 16      | 17           | 5            | 5            | 7            | 13           | 16           | 34     | 13     | 11     | 10     | 45     | 32     | +12 |
| Coppa Italia        | -     | 3       | 2       |         | 1       | 5       | 4       | 3            | 1            | 1            | 1            | 4            | 4            | 6      | 3      | 1      | 2      | 9      | 8      | +1  |
| Coppa delle Coppe   | -     | 4       | 4       |         |         | 14      | 1       | 4            | 3            |              | 1            | 10           | 4            | 8      | 7      |        | 1      | 24     | 5      | +19 |
| Supercoppa italiana | -     |         |         |         |         |         |         | 1            |              |              | 1            | 1            | 5            | 1      |        |        | 1      | 1      | 5      | -4  |
| Totale              | -     | 24      | 14      | 6       | 4       | 51      | 21      | 25           | 9            | 6            | 10           | 28           | 29           | 49     | 23     | 12     | 14     | 79     | 50     | +37 |

### Statistiche dei giocatori
| Giocatore      | Serie A  | Serie A | Serie A     | Serie A    | Coppa Italia | Coppa Italia | Coppa Italia | Coppa Italia | Coppa delle Coppe | Coppa delle Coppe | Coppa delle Coppe | Coppa delle Coppe | Supercoppa italiana | Supercoppa italiana | Supercoppa italiana | Supercoppa italiana | Totale   | Totale | Totale      | Totale     |
| Giocatore      | Presenze | Reti    | Ammonizioni | Espulsioni | Presenze     | Reti         | Ammonizioni  | Espulsioni   | Presenze          | Reti              | Ammonizioni       | Espulsioni        | Presenze            | Reti                | Ammonizioni         | Espulsioni          | Presenze | Reti   | Ammonizioni | Espulsioni |
| -------------- | -------- | ------- | ----------- | ---------- | ------------ | ------------ | ------------ | ------------ | ----------------- | ----------------- | ----------------- | ----------------- | ------------------- | ------------------- | ------------------- | ------------------- | -------- | ------ | ----------- | ---------- |
| A. Bonaiuti    | 0        | 0       | 0           | 0          | 0            | 0            | 0            | 0            | 0                 | 0                 | 0                 | 0                 | -                   | -                   | -                   | -                   | 0        | 0      | 0           | 0          |
| D. Micillo     | 0        | 0       | 0           | 0          | 0            | 0            | 0            | 0            | -                 | -                 | -                 | -                 | -                   | -                   | -                   | -                   | 0        | 0      | 0           | 0          |
| S. Tacconi     | 34       | -32     | 2           | 0          | 6            | -8           | 0            | 0            | 8                 | -5                | 0                 | 0                 | 1                   | -5                  | 0                   | 0                   | 49       | -50    | 2           | 0          |
| D. Bonetti     | 11       | 0       | 2           | 0          | 3            | 0            | 0            | 0            | 4                 | 0                 | 1                 | 0                 | 1                   | 0                   | 0                   | 0                   | 19       | 0      | 3           | 0          |
| L. De Agostini | 32       | 2       | 2           | 0          | 4            | 0            | 1            | 0            | 7                 | 0                 | 1                 | 0                 | 1                   | 0                   | 0                   | 0                   | 44       | 2      | 4           | 0          |
| M. De Marchi   | 17       | 0       | 1           | 0          | 4            | 0            | 0            | 0            | 3                 | 0                 | 0                 | 0                 | 1                   | 0                   | 0                   | 0                   | 25       | 0      | 1           | 0          |
| J. César       | 29       | 1       | 2           | 1          | 4            | 0            | 0            | 0            | 8                 | 1                 | 1                 | 0                 | 1                   | 0                   | 0                   | 0                   | 42       | 2      | 3           | 1          |
| G. Luppi       | 24       | 0       | 2           | 0          | 5            | 0            | 1            | 0            | 5                 | 0                 | 1                 | 0                 | -                   | -                   | -                   | -                   | 34       | 0      | 4           | 0          |
| N. Napoli      | 20       | 1       | 1           | 0          | 4            | 0            | 1            | 0            | 6                 | 0                 | 1                 | 0                 | 1                   | 0                   | 0                   | 0                   | 31       | 1      | 3           | 0          |
| M. Serena      | 0        | 0       | 0           | 0          | 0            | 0            | 0            | 0            | -                 | -                 | -                 | -                 | -                   | -                   | -                   | -                   | 0        | 0      | 0           | 0          |
| A. Alessio     | 22       | 4       | 1           | 0          | 5            | 2            | 0            | 0            | 4                 | 1                 | 0                 | 0                 | -                   | -                   | -                   | -                   | 31       | 7      | 1           | 0          |
| E. Corini      | 25       | 1       | 2           | 0          | 5            | 0            | 1            | 0            | 5                 | 0                 | 0                 | 0                 | -                   | -                   | -                   | -                   | 35       | 1      | 3           | 0          |
| D. Fortunato   | 24       | 1       | 1           | 0          | 3            | 0            | 0            | 0            | 6                 | 0                 | 0                 | 0                 | 1                   | 0                   | 0                   | 0                   | 34       | 1      | 1           | 0          |
| R. Galia       | 23       | 0       | 4           | 0          | 3            | 0            | 0            | 0            | 6                 | 0                 | 0                 | 0                 | 1                   | 0                   | 0                   | 0                   | 33       | 0      | 4           | 0          |
| T. Häßler      | 32       | 1       | 1           | 0          | 4            | 1            | 0            | 0            | 8                 | 1                 | 0                 | 0                 | 1                   | 0                   | 0                   | 0                   | 45       | 3      | 1           | 0          |
| G. Marocchi    | 31       | 3       | 5           | 0          | 6            | 0            | 0            | 0            | 7                 | 0                 | 1                 | 0                 | 1                   | 0                   | 0                   | 0                   | 45       | 3      | 6           | 0          |
| M. Orlando     | 0        | 0       | 0           | 0          | 1            | 0            | 0            | 0            | 1                 | 0                 | 0                 | 0                 | -                   | -                   | -                   | -                   | 2        | 0      | 0           | 0          |
| N. Zanini      | 1        | 0       | 0           | 0          | 0            | 0            | 0            | 0            | -                 | -                 | -                 | -                 | -                   | -                   | -                   | -                   | 1        | 0      | 0           | 0          |
| R. Baggio      | 33       | 14      | 3           | 0          | 5            | 3            | 0            | 0            | 8                 | 9                 | 1                 | 0                 | 1                   | 1                   | 0                   | 0                   | 47       | 27     | 4           | 0          |
| P. Casiraghi   | 24       | 8       | 0           | 0          | 4            | 2            | 0            | 0            | 6                 | 4                 | 1                 | 0                 | 1                   | 0                   | 0                   | 0                   | 35       | 14     | 1           | 0          |
| P. Di Canio    | 23       | 3       | 0           | 0          | 6            | 0            | 0            | 0            | 5                 | 0                 | 0                 | 0                 | -                   | -                   | -                   | -                   | 34       | 3      | 0           | 0          |
| S. Schillaci   | 29       | 5       | 0           | 0          | 5            | 0            | 0            | 0            | 7                 | 3                 | 0                 | 0                 | 1                   | 0                   | 0                   | 0                   | 42       | 8      | 0           | 0          |

## Giovanili

### Organigramma
Area tecnica
Settore giovanile
- Primavera
  - Allenatore: Antonello Cuccureddu
- Berretti
  - Allenatore: Salvatore Jacolino
- Allievi Nazionali
  - Allenatore: Nenè
- Allievi Regionali
  - Allenatore: Giuseppe Cavasin
- Giovanissimi
  - Allenatore: Elio Mesiti
- Mini Giovanissimi
  - Allenatore: Domenico Maggiora